# Neomezia cubensis
Neomezia cubensis es la única especie del género monotípico Neomezia perteneciente a la familia  Primulaceae. Es originaria de Cuba.

## Taxonomía
Neomezia cubensis fue descrita por (Radlk.) Votsch y publicado en Botanische Jahrbücher für Systematik, Pflanzengeschichte und Pflanzengeographie 33: 541. 1904.
Sinonimia
- Theophrasta cubensis Radlk.